# Підгоряна
Підгоря́на (рос. Подгоряна) — присілок у складі Орічівського району Кіровської області, Росія. Входить до складу Пищальського сільського поселення.
Населення становить 3 особи (2010, 3 у 2002).
Національний склад станом на 2002 рік — росіяни 100 %.